# Slimprans naturreservat
Slimprans naturreservat är ett naturreservat i Åre kommun i Jämtlands län.
Området är naturskyddat sedan 2024 och är 431 hektar stort. Reservatet ligger nordost om Kall och består av naturgranskog och myrmosaik med skogbeklädda holmar och tjärnar.